# Parti de l'entreprise (îles Féroé)
Le Parti de l'entreprise (en féroïen Vinnuflokkurin) est un parti politique conservateur des îles Féroé. Le parti fut fondé en 1935 par Thorstein Petersen, le directeur de la banque nationale. Le parti forme avec des dissidents du Parti de l'autogouvernement le Parti du peuple en 1939.

## Résultats électoraux

### Élections au Løgting
| Année | %    | Sièges |
| ----- | ---- | ------ |
| 1936  | 8,13 | 2 / 24 |

### Élections au Parlement du Danemark
| Année | %   | Sièges |
| ----- | --- | ------ |
| 1939  | 9,4 | 0 / 1  |